# Сесілія Бо
Сесілія Бо (фр. Cecilia Beaux; 1 травня 1855, Філадельфія — 7 вересня 1942, Глостер, Массачусетс) — американська художниця.

## Життєпис та творчість
Батьком майбутньої художниці був француз, матір'ю — американка. Після ранньої смерті матері Сесілія та її сестра виховувалися родичами по материнській лінії. Брати уроки малювання почала у рідної тітки у 1871 році, тоді Сесілія цікавилася переважно історичним та релігійним живописом. Виявивши великий талант, потім навчалася у художника з Голландії, а з 1877 року — в Пенсільванській Академії. Її перша картина, виставлена у 1885 році у Філадельфії (" Останні дні дитинства "), мала великий успіх. Через два роки це полотно, виставлене у Парижі, також зібрало позитивні відгуки художньої критики.
У 1888 році Сесілія Бо їде до Європи, де відвідує паризьку Академію Жуліана та Академію Колароссі, вивчає старих майстрів у музеях Англії та Італії. Серед французьких вчителів Сесілії Бо слід виділити Тоні Робер-Флорі та Вільяма Адольфа Бугро. Художниця брала участь у паризькій Всесвітній виставці 1889 року і була удостоєна її нагороди.
У 1900 році Бо повертається до США; живе і працює в Нью-Йорку, де займається переважно портретним живописом на замовлення відомих діячів політики та культури. Містить також великосвітський салон. З 1902 створила портрети Жоржа Клемансо, дружини президента США Теодора Рузвельта — Едіт Рузвельт та її дочки, адмірала Девіда Бітті тощо. У 1942 році художниця була нагороджена золотою медаллю Американської асоціації мистецтва та літератури.
Серед її відомих учнів — художниця Еліс Кент Стоддард.
Сесілія Бо померла 17 вересня 1942 року в Глостері, штат Массачусетс на 88-му році життя. Була похована в Бала Сінвін, штат Пенсільванія .

## Галерея

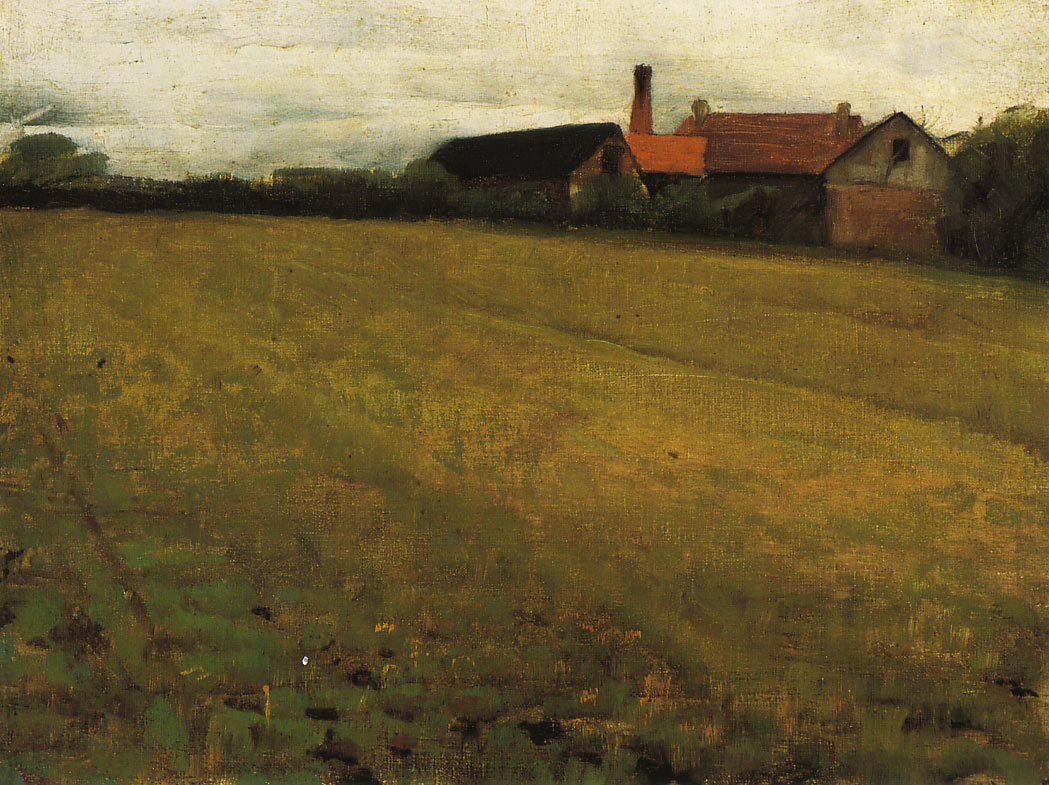
Краєвид із господарською будівлею, 1888
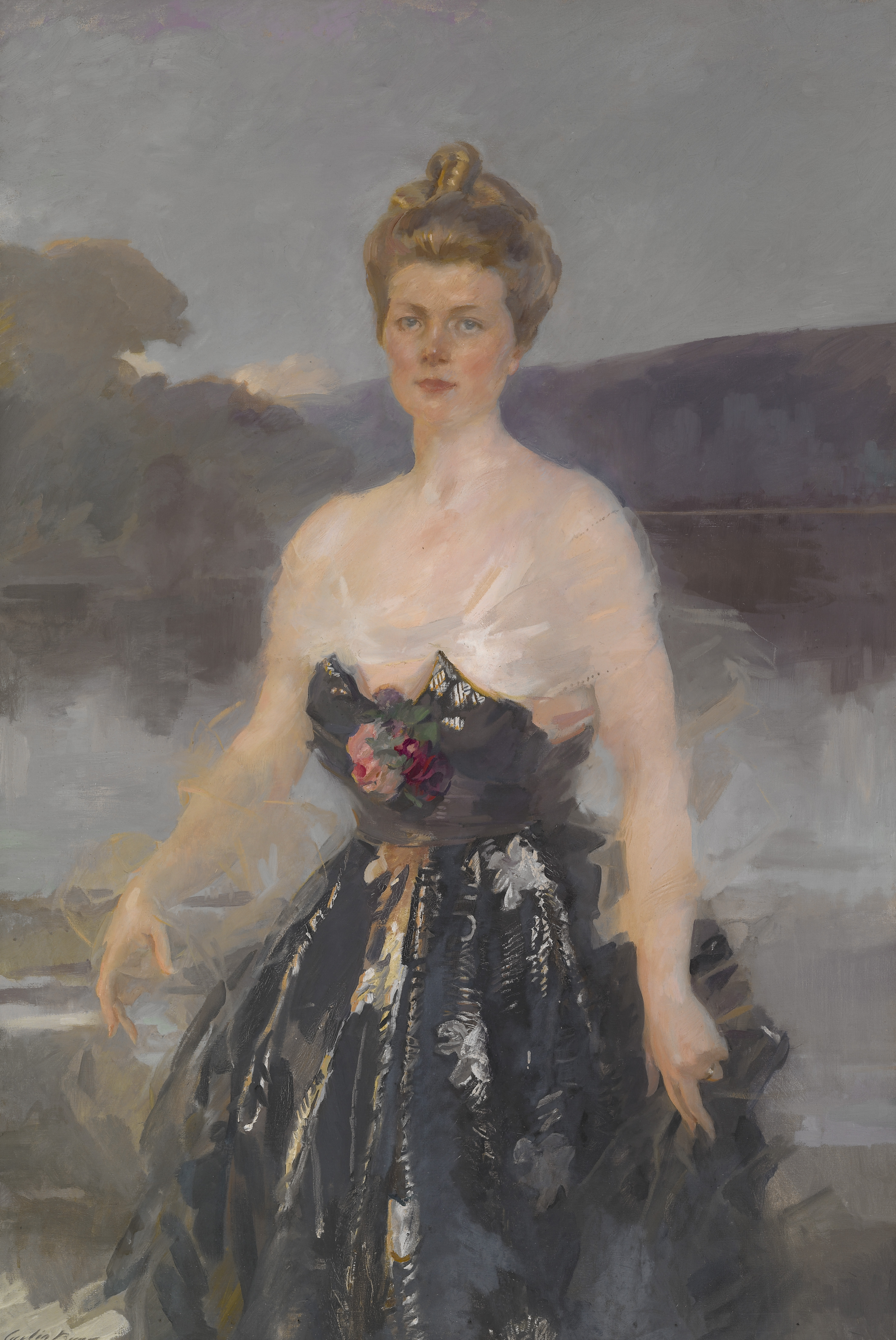
Портрет місіс Альберта Дж. Беверіджа, 1916
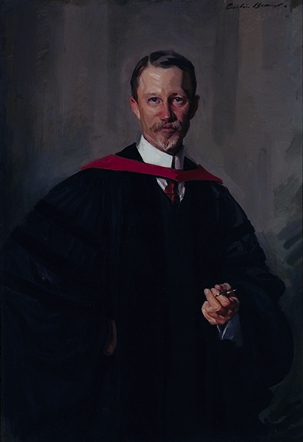
Картина Вільяма Генрі Говелла (1919)
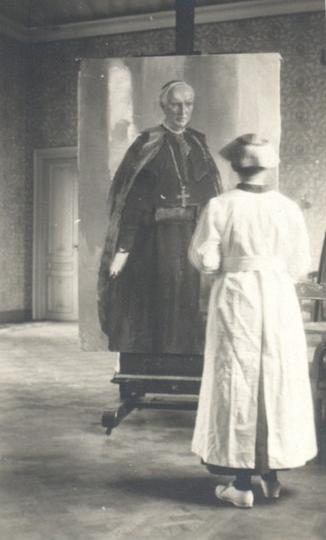
Картина Сесілії Бо із зображенням кардинала Мерсьє (бл. 1919)
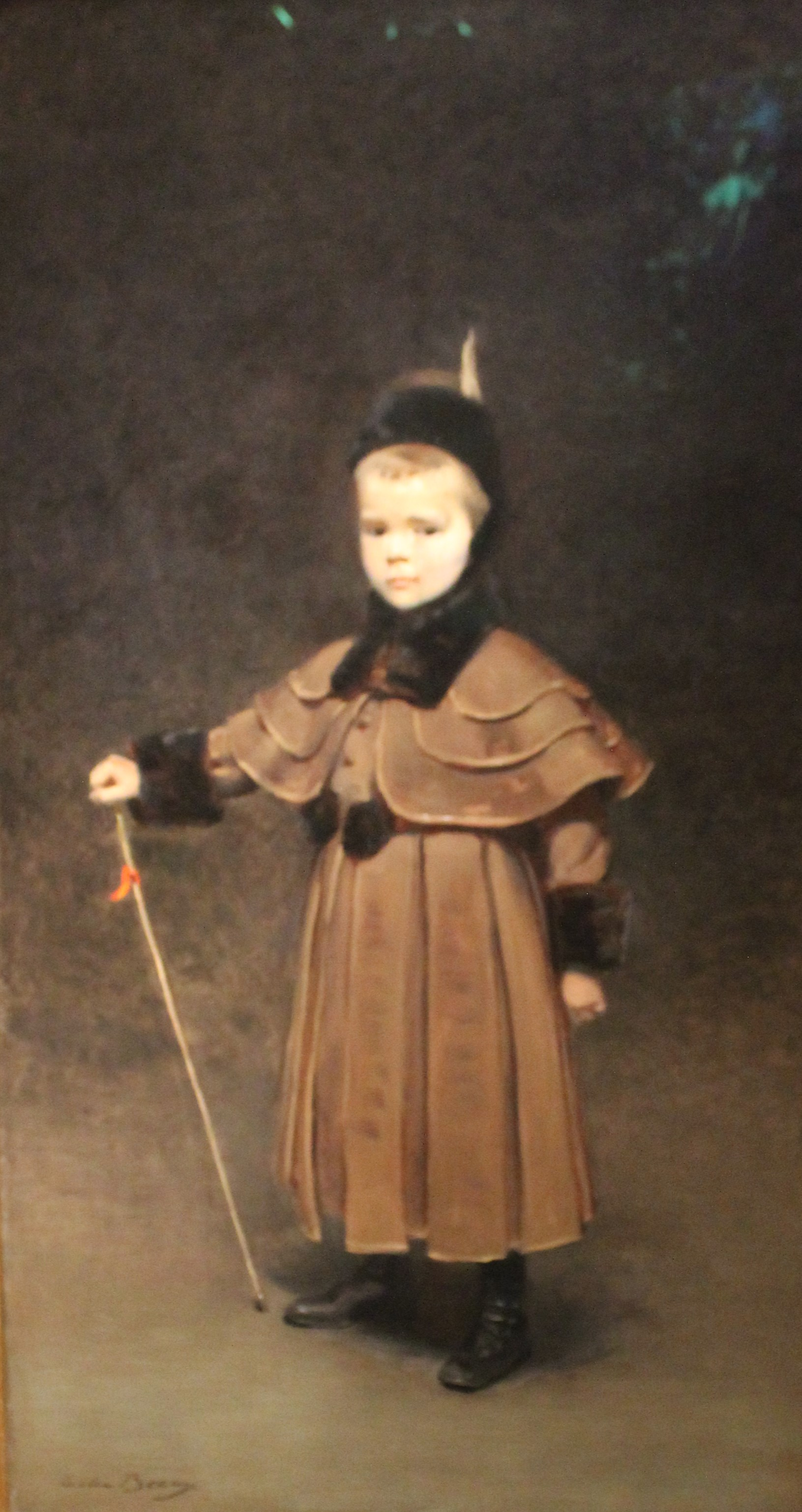
Портрет Сесіла Кента Дрінкера, 1891
Леді Джордж Дарвін, пастель портрет Марти дю Пюї з Філадельфії, яка вийшла заміж за сера Джорджа Дарвіна. 1889
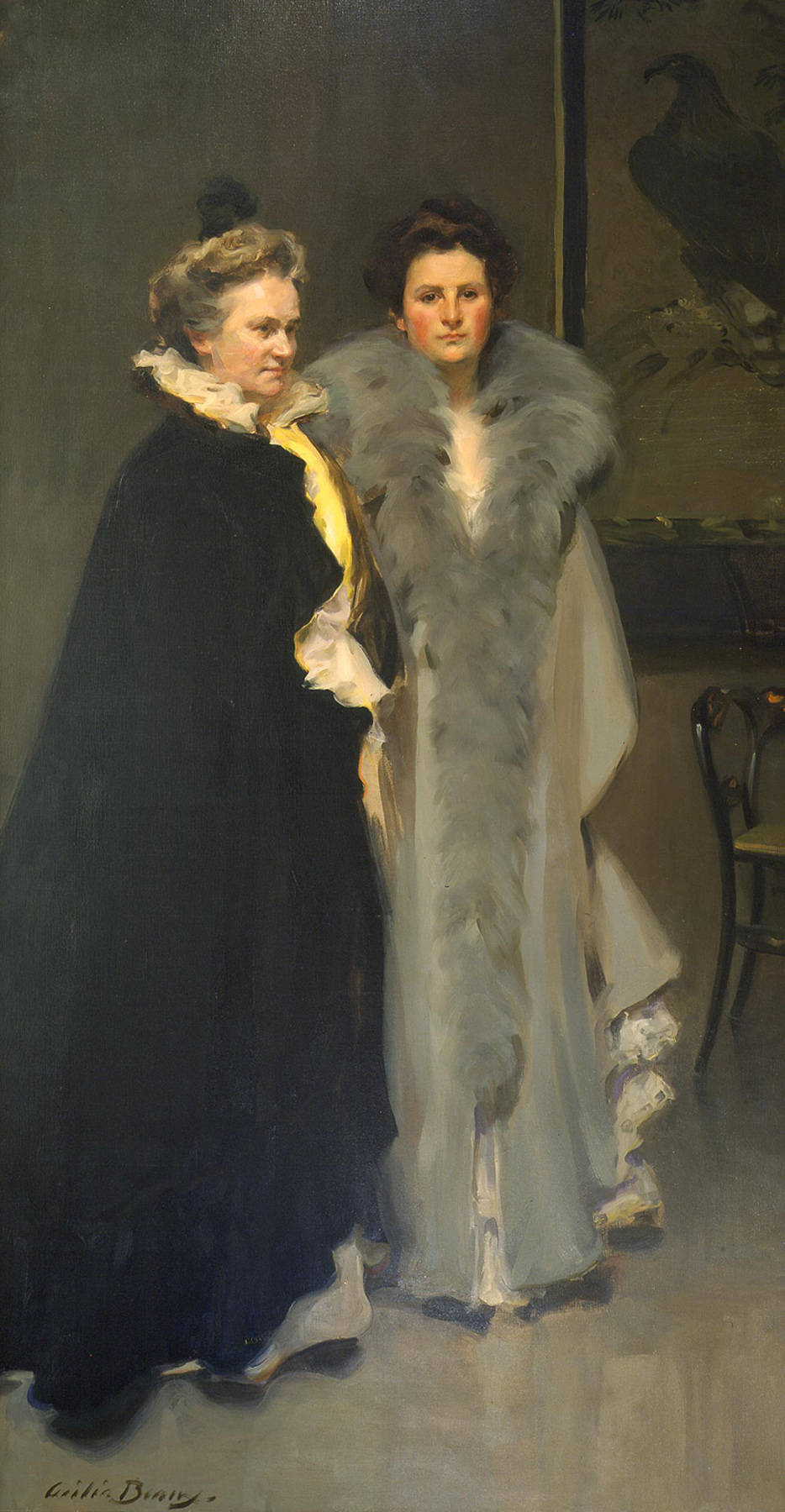
Мати і дочка Сесілія Бо, 1898
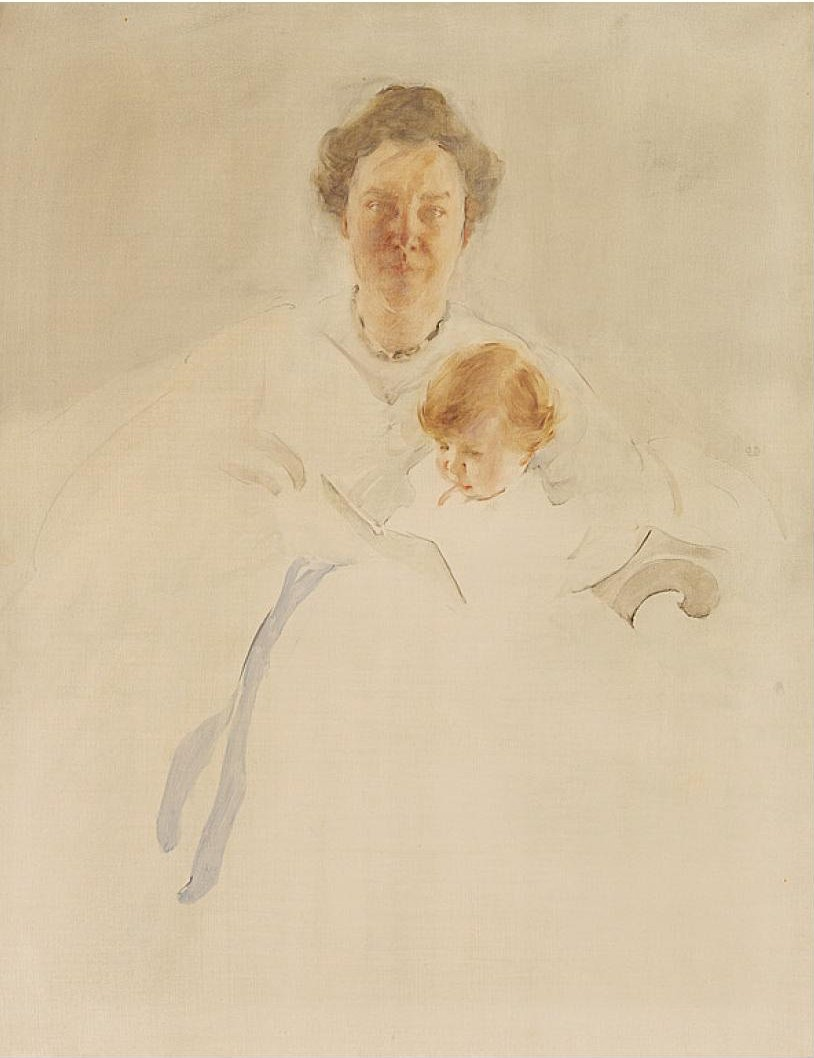
Місіс Роберт Чепен і донька Крістіна, створена Сесілією Бо, 1902
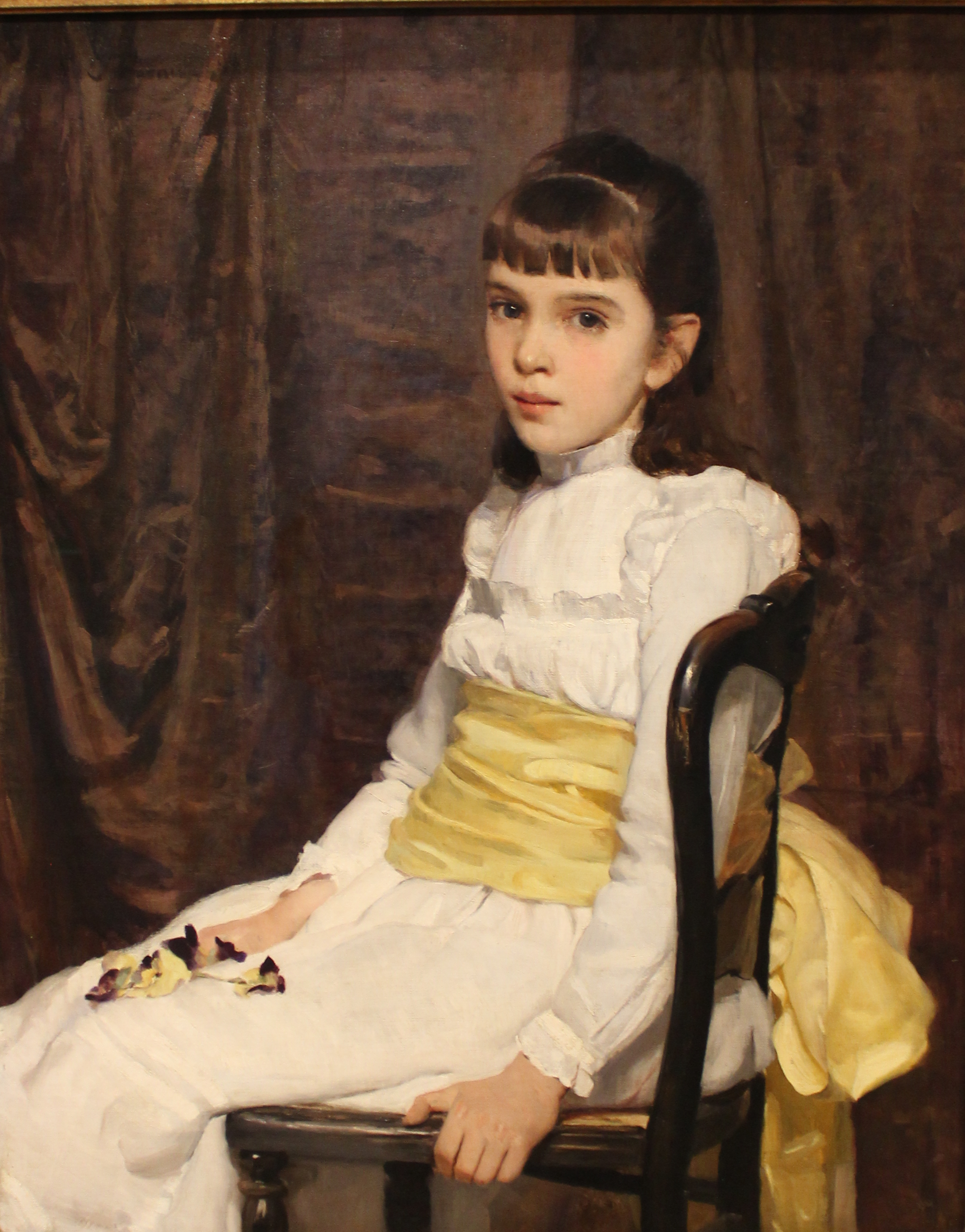
Маленька дівчинка (1887)